# Korjaaks
Korjaaks (нымылан, Nymylan) is een Tsjoektsjo-Kamtsjadaalse taal, gesproken in het meest oostelijke uiteinde van Siberië, voornamelijk in het noordelijke deel van de kraj Kamtsjatka. Bij de Russische volkstelling in 2002 gaven 3019 mensen aan Korjaaks te spreken. De sprekers zijn doorgaans Korjaken. Haar meest verwante taal, het Tsjoektsjisch, wordt door ongeveer tweemaal zoveel mensen gesproken. Samen met Tsjoektsjisch, Kereks, Aljoetors en Itelmens vormt Korjaaks de Tsjoektsjo-Kamtsjadaalse taalfamilie.
De Korjaken vormen samen met de Tsjoekstji een culturele eenheid, met een cultuur gebaseerd op het leven van rendieren. Beide hebben autonomie binnen de Russische Federatie.